# Sasa guangdongensis
Sasa guangdongensis là một loài thực vật có hoa trong họ Hòa thảo. Loài này được W.T.Lin & X.B.Ye miêu tả khoa học đầu tiên năm 1988.